# Pseudokermes eugenium
Pseudokermes eugenium är en insektsart som beskrevs av Granara de Willink 1999. Pseudokermes eugenium ingår i släktet Pseudokermes och familjen skålsköldlöss. Inga underarter finns listade i Catalogue of Life.